# Dongo (Sprache)
Die Sprache Dongo (auch Donga und Dongo Ko genannt) ist eine ubangische Sprache, die in der Demokratischen Republik Kongo gesprochen wird.
Es wird von der Volksgruppe der Dongo gesprochen und hatte im Jahre 2000 noch 13.000 Sprecher.